# Giải đua xe cổ AvD
Giải đua xe cổ AvD (AvD Oldtimer Grand Prix) là một trong những sự kiện đua xe cổ điển lớn nhất ở châu Âu.

## Lịch sử
Vào ngày 10 tháng 8 năm 1973, Câu lạc bộ ô tô Đức (Automobilclub von Deutschland - AvD, một trong những câu lạc bộ ô tô lâu đời nhất và lớn nhất ở Đức ), Câu lạc bộ Nürburgring (CHRSN) và Câu lạc bộ thể thao mô tô Hesse (HMSC) đã cùng nhau tổ chức Cuộc đua lịch sử quốc tế đầu tiên tại Nürburgring (Nürburgring là đường đua dài nhất và thường xuyên trên thế giới ). Vài năm sau, sự kiện vẫn được tổ chức ngày hôm nay đã được đổi tên thành "AvD Oldtimer Grand Prix".
Trong những năm đầu tiên cũng có đua xe mô-tô tại Oldtimer GP.
Đến năm 2009 đã có 37 cuộc đua tổ chức tại Nürburgring.
Ngoài các cuộc đua xe, vô số thương hiệu xe lớn của Ferrari, Porsche, Mercedes, Alfa Romeo, Jaguar, Aston Martin và các thương hiệu ô tô nổi tiếng khác thu hút người hâm mộ đến Nürburgring.

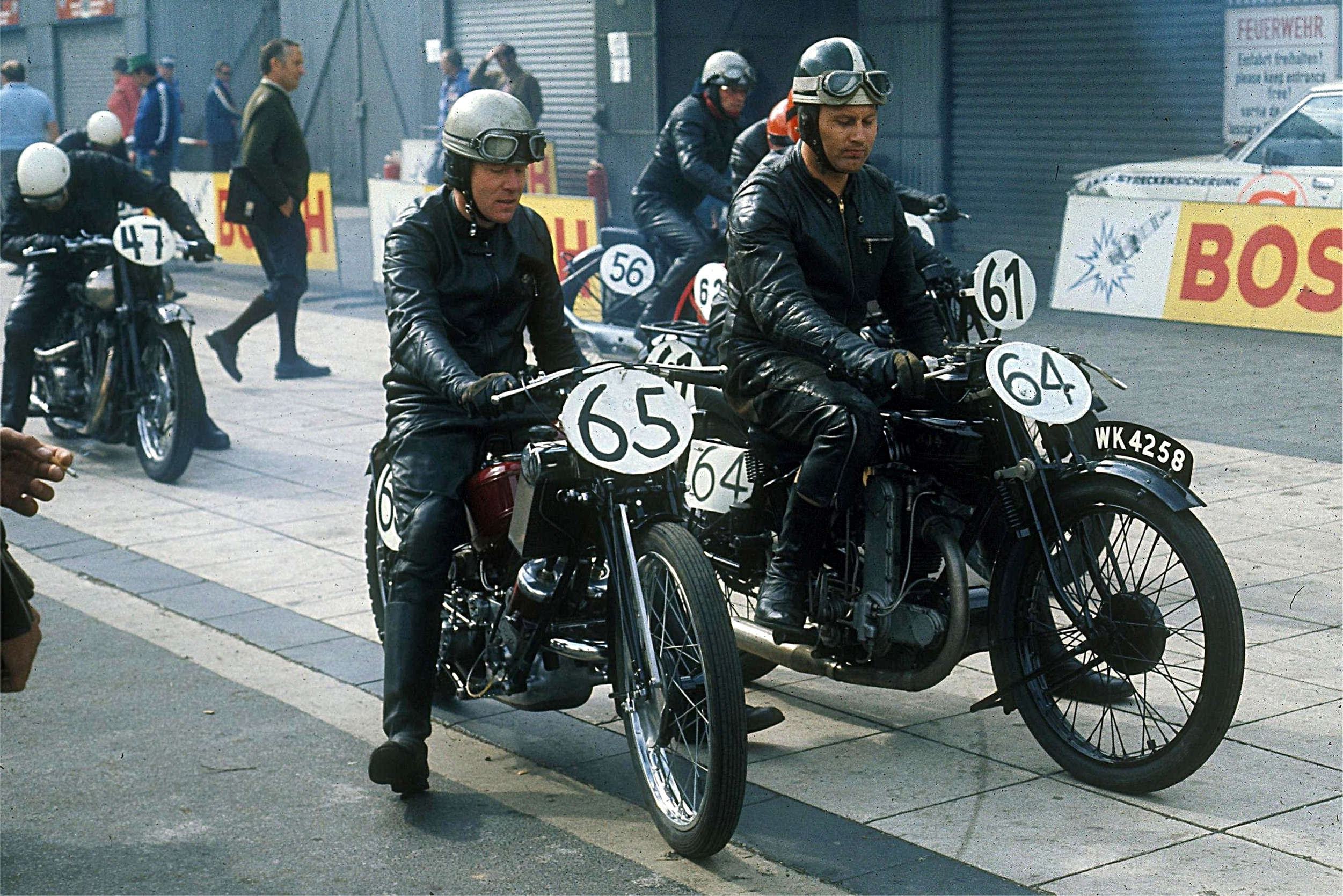
Trong những năm đầu tiên cũng có đua xe mô-tô tại Oldtimer GP. Cuộc thi năm 1975
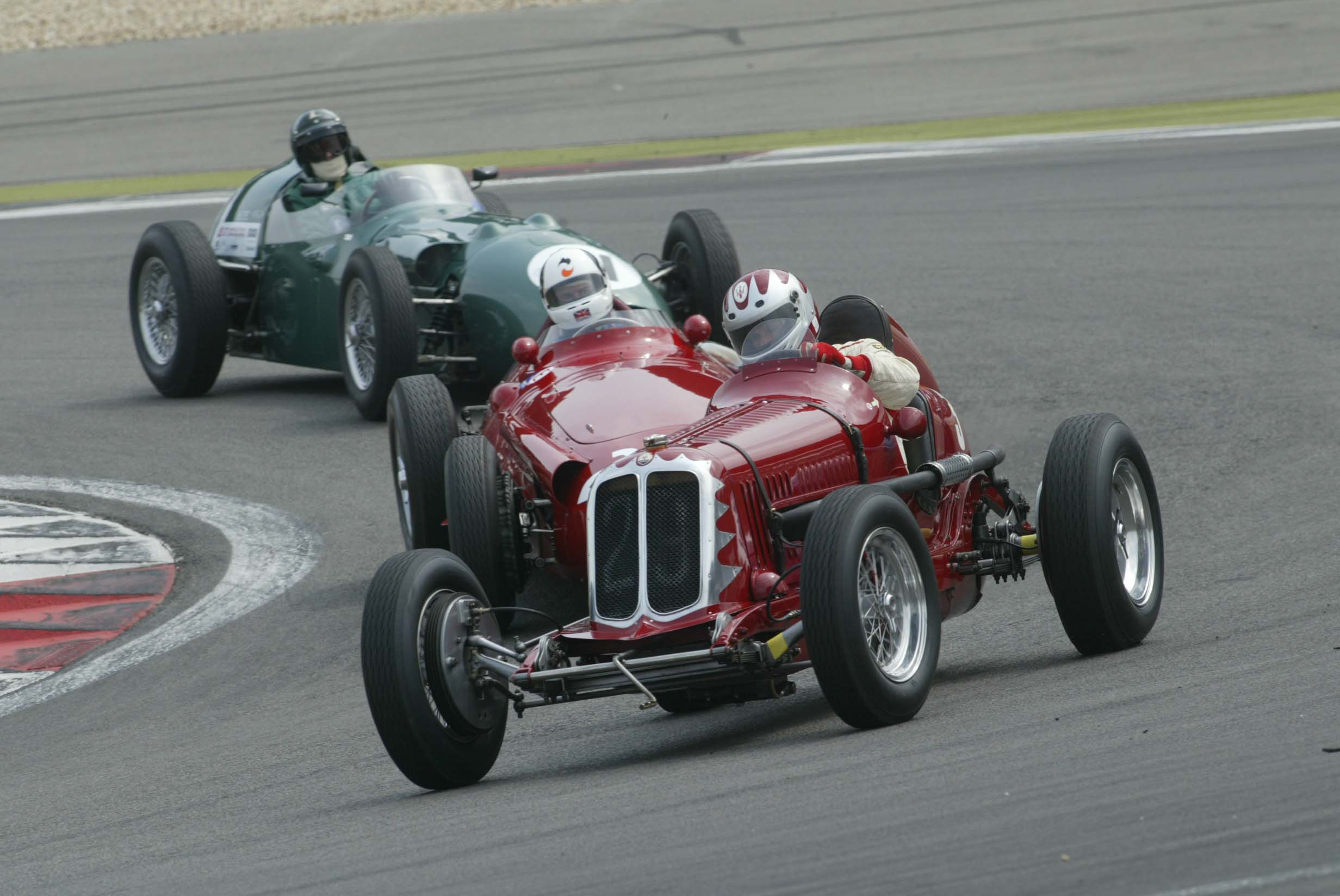
AvD-Oldtimer-Grand-Prix 2009
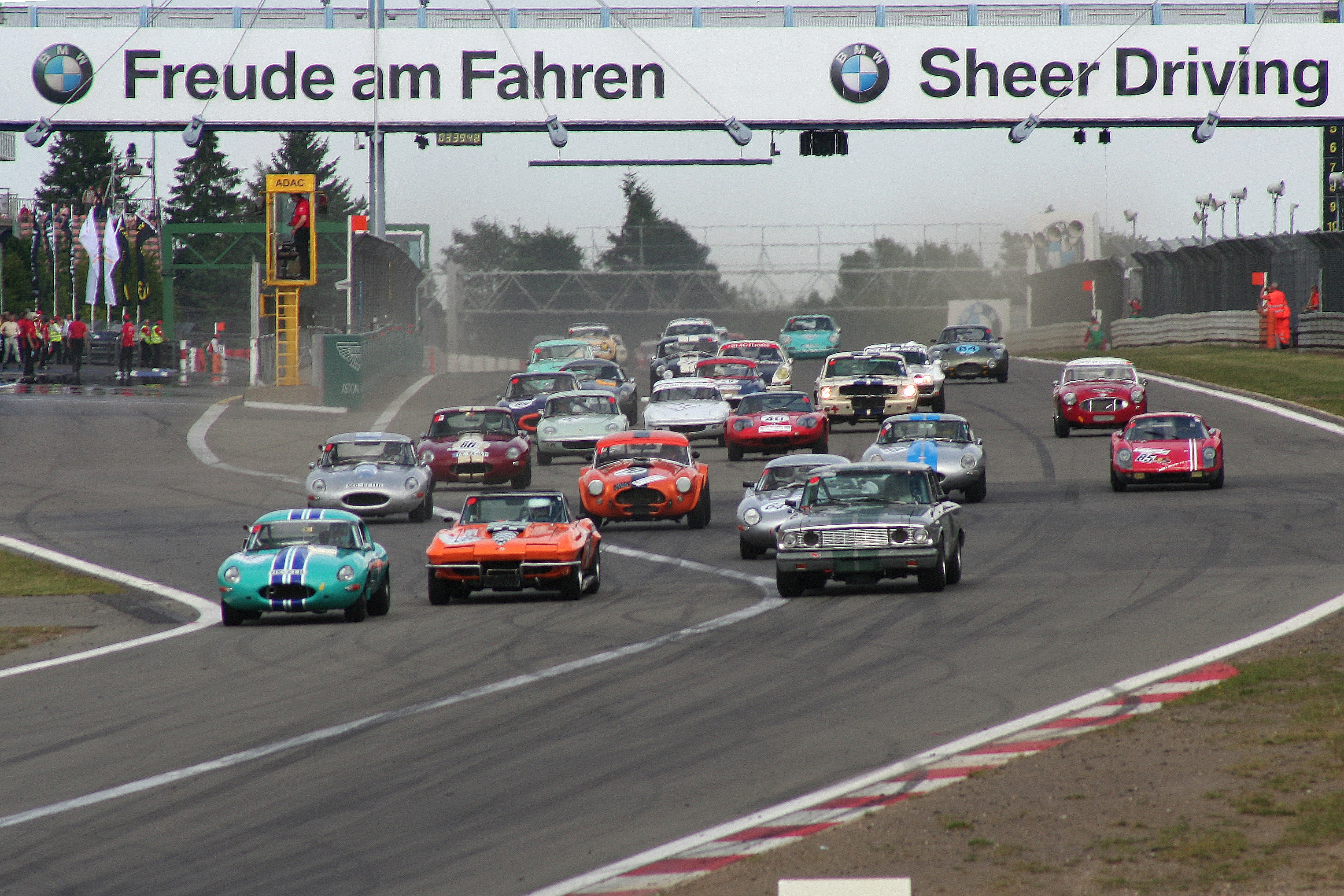
Cuộc đua năm 2009
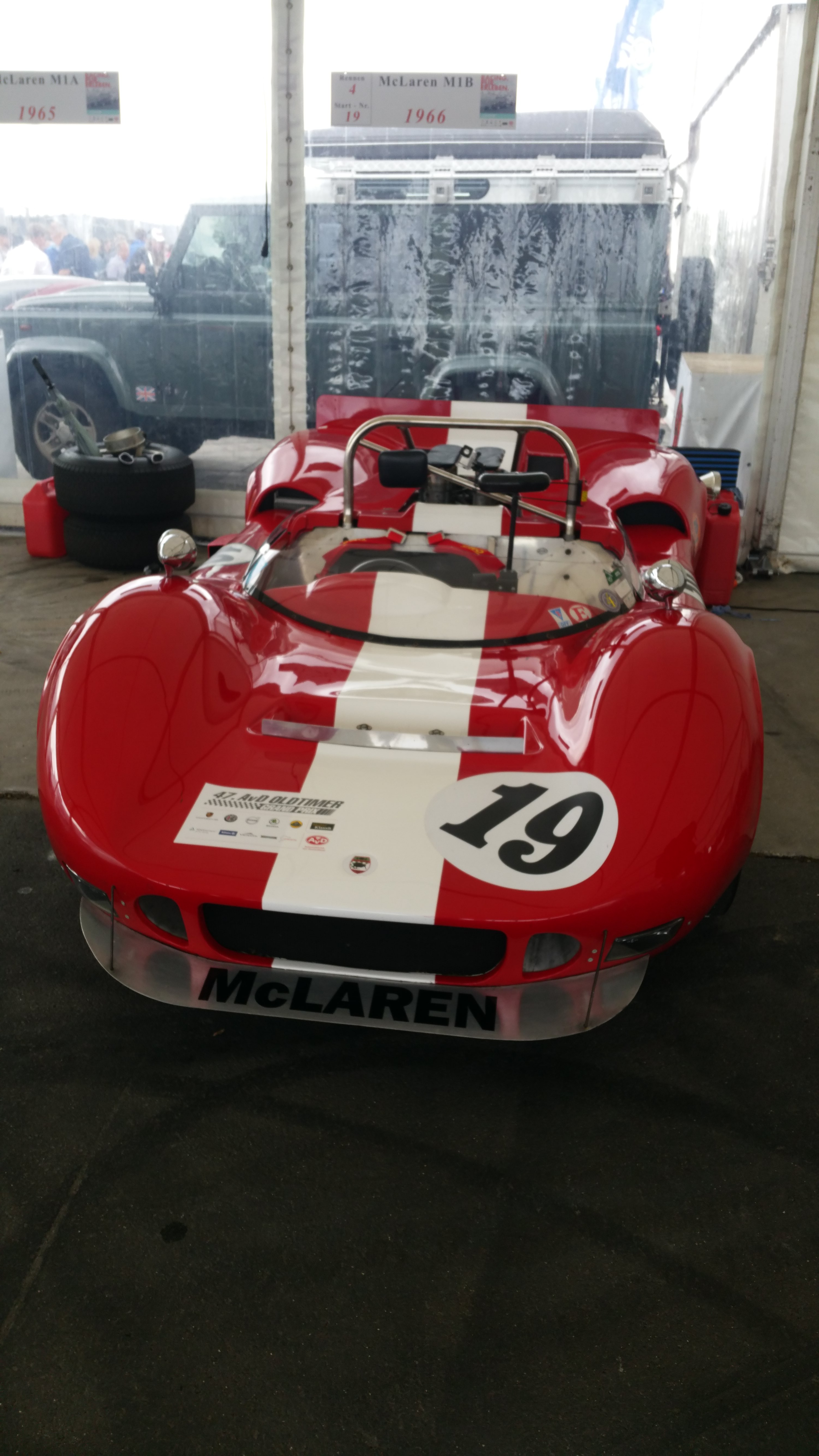
McLaren M1B tham gia năm 2019

## Các cuộc đua
Các cuộc đua được thực hiện với khoảng 500 chiếc xe đua lịch sử từ cuối những năm 20 đến đầu những năm 80. Khoảng 20 cuộc đua và kiểm tra tính đồng nhất và các buổi đào tạo và lái xe thử nghiệm thường có trong chương trình.
Có các cuộc đua: Giải vô địch xe thể thao FIA Masters, Giải vô địch đua xe công thức FIA Masters, Cúp FIA Lurani cho xe công thức Junior, Giải vô địch đua xe Đức tái tạo, Xe đua hai chỗ ngồi và Xe GT cho đến 1960/61, Xe đua Grand Prix lịch sử, Xe đua cổ điển, Công thức 3 từ 1964-1984, AvD Touring Car và GT Trophy, Masters Endurance Legends, FCD Racing Series, Touring Car Revival, Vintage Sports Car Trophy, Slowly Sideways.
Một trong những tính năng đặc biệt của AvD Oldtimer Grand Prix là có thể tiếp xúc và trao đổi kinh nghiệm với người lái và chủ sở hữu của những chiếc xe cổ điển.